# Сутара
Сутара (на руски: Сутара) е село в Облученски район на Еврейската автономна област в Русия. Влиза в състава на Облученското градско селище.

## География
Сутара е разположено в горното течение на едноименната река.
Пътят към селото се отклонява на югоизток от Амурския автомобилен път (на 6 км западно от град Облучие).
Разстоянието до районния център, Облучие, e около 30 км.